# Barbus ablabes
Barbus ablabes es una especie de peces de la familia Cyprinidae, orden Cypriniformes.
Es un pez dulceacuícola africano que puede llegar alcanzar los 9,6 cm de longitud total.
Se encuentra desde Guinea hasta Nigeria.